# Canthylidia spissata
Canthylidia spissata là một loài bướm đêm trong họ Noctuidae.